# Madeleine Carroll
Edith Madeleine Carroll (West Bromwich, 26 februari 1906 — Marbella, 2 oktober 1987) was een Brits actrice.
Nadat Carroll haar diploma behaalde aan de University of Birmingham, richtte ze zich op een carrière als actrice. In 1928 maakte ze haar filmdebuut, met een hoofdrol in de Britse film The Guns of Loos. Het duurde niet lang voordat Carroll uitgroeide tot een van de bekendste actrices van Engeland. Echter, toen ze in 1931 trouwde, kondigde ze aan met pensioen te gaan.
Carroll keerde al snel terug naar het witte doek en trok de aandacht van regisseur Alfred Hitchcock. Hij gaf haar de hoofdrol in de suspense thriller The 39 Steps (1935). Carroll kreeg internationale populariteit en tekende een contract met de Amerikaanse filmstudio Paramount Pictures. Ze bleef in de Verenigde Staten werkzaam tot en met 1949. Hierna ging ze, na een korte carrière in de televisie, met pensioen.
Carroll trouwde vier keer, onder wie in 1942 met Sterling Hayden. Tijdens de Tweede Wereldoorlog was ze werkzaam als zuster voor de soldaten. Ze overleed op 81-jarige leeftijd aan alvleesklierkanker. Voor haar bijdrage aan de filmindustrie werd ze vereeuwigd met een ster op de Hollywood Walk of Fame.

## Filmografie
- Bibsys: 2137364
- Biblioteca Nacional de España: XX952640
- Bibliothèque nationale de France: cb138922078 (data)
- Catàleg d'autoritats de noms i títols de Catalunya: 981058515661406706
- Gemeinsame Normdatei: 114220514
- International Standard Name Identifier: 0000 0000 6303 7338
- Library of Congress Control Number: n80026205
- Nationale Bibliotheek van Tsjechië: xx0151893
- Nationale Bibliotheek van Israël: 987007433743305171
- Nederlandse Thesaurus van Auteursnamen: 073150517
- SNAC: w65x385c
- Système universitaire de documentation: 060256443
- Virtual International Authority File: 32182722
- WorldCat: E39PBJwHgjV8VtpQxfvXHyrKBP